# Geno Crandall
Eugene Crandall, detto Geno (Minneapolis, 21 ottobre 1996), è un cestista statunitense.

## Carriera
Dopo aver iniziato la carriera professionistica con il Tuři Svitavy, il 21 settembre 2020 firma con i Leicester Riders, venendo nominato MVP della British Basketball League. Dopo aver rinnovato con il club inglese, al termine della seconda stagione vince nuovamente il premio di miglior giocatore, oltre a conquistare il titolo con i Riders. Il 29 luglio 2022 viene acquistato tramite buyout dal BG 74 Gottinga.

## Palmarès
- British Basketball League: 1

Leicester Riders: 2021-2022